# Alec Douglas-Home
Alexander "Alec" Frederick Douglas-Home, 14. jarl af Home, senere baron Home af Hirsel (født 2. juli 1903, død 9. oktober 1995) var en britisk jarl og konservativ politiker, der fungerede som premierminister i lige under et år fra 19. oktober 1963 til 16. oktober 1964. Han overtog posten fra sin partifælle Harold Macmillan, der måtte træde tilbage på grund af sygdom. Ved valget i 1964 blev han imidlertid slået af Labour-partiet og måtte overlade regeringsansvaret til Harold Wilson.